# Sunshine (Colorado)
Sunshine es un lugar designado por el censo ubicado en el condado de Boulder en el estado estadounidense de Colorado. En el Censo de 2010 tenía una población de 230 habitantes y una densidad poblacional de 51,33 personas por km².

## Geografía
Sunshine se encuentra ubicado en las coordenadas 40°3′49″N 105°22′11″O / 40.06361, -105.36972. Según la Oficina del Censo de los Estados Unidos, Sunshine tiene una superficie total de 4.48 km², de la cual 4.48 km² corresponden a tierra firme y (0%) 0 km² es agua.

## Demografía
Según el censo de 2010, había 230 personas residiendo en Sunshine. La densidad de población era de 51,33 hab./km². De los 230 habitantes, Sunshine estaba compuesto por el 92.61% blancos, el 2.17% eran afroamericanos, el 0% eran amerindios, el 2.61% eran asiáticos, el 0% eran isleños del Pacífico, el 0.43% eran de otras razas y el 2.17% pertenecían a dos o más razas. Del total de la población el 0.87% eran hispanos o latinos de cualquier raza.